# Faschinajoch

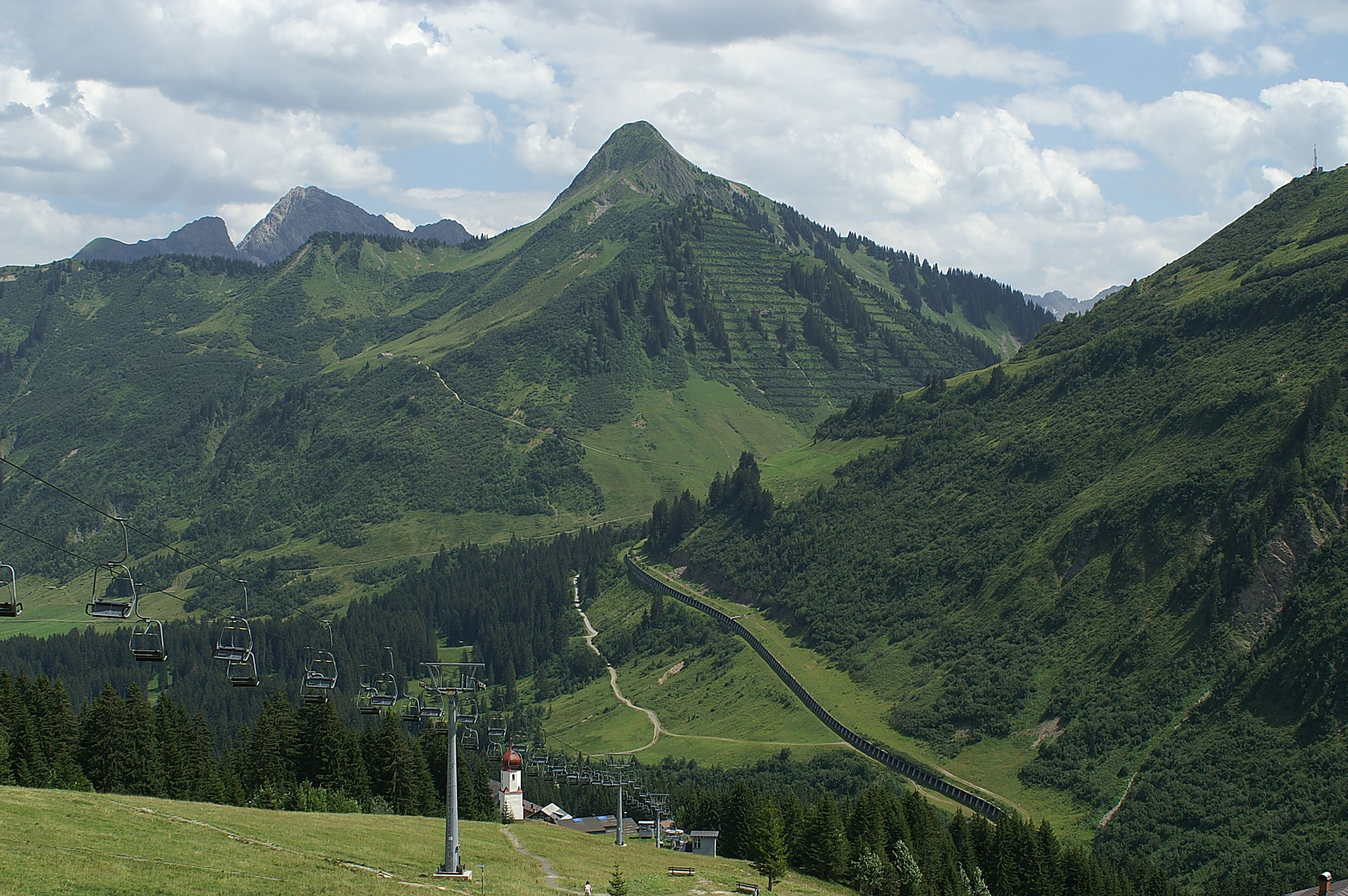
Hahnenköpfle-Galerie von Damüls auf Faschina, dahinter das Zafernhorn

Das Faschinajoch ist ein Gebirgspass in den Alpen (Ostalpen, Nördliche Kalkalpen) mit 1486 m Seehöhe. Es befindet sich im österreichischen Bundesland Vorarlberg und verbindet das Tal der Bregenzer Ach (Bregenzer Wald) bei Damüls mit dem Tal der Lutz (Großes Walsertal) bei Faschina.
Über den Pass führt die gut und wintersicher ausgebaute Faschina Straße (früher Bundesstraße 193, jetzt L 193).
Der Ostteil der Strecke ist bei Motorradfahrern sehr beliebt.
Seinen Namen hat das Faschinajoch von ‚Fassia‘, was so viel wie ‚ein Streifen Wiese‘ bedeutet. Urkundlich erstmals erwähnt wird dieser als ‚Vaschin‘ im Jahre 1482. Zu dieser Zeit waren auf dem Übergang schon die meisten Almen in Nutzung; es wird aus späteren Jahren berichtet, dass ein Haus auf der Passhöhe stand, welches nicht nur im Sommer, sondern auch im Winter laufend besetzt war. Auch eine kleine Kapelle, die der heiligen Mutter Anna gewidmet war, war diesem Haus angeschlossen.